# Geschichte der jüdischen Streitkräfte in Palästina
Die Geschichte der jüdischen Streitkräfte in Palästina reicht in die Zeiten des osmanischen Reiches zurück. Lange vor der Staatsgründung Israels begann der Aufbau paramilitärischer Organisationen durch Vertreter der zionistischen Bewegung, die seit der zweiten Hälfte des 19. Jahrhunderts nach Palästina einwanderten. Die meisten Organisationen operierten aus dem Untergrund, mit Ausnahme der Hagana, die im Laufe der 1930er Jahre einen halboffiziellen Status einnahm und deren Mitglieder nach 1948 mehrheitlich von der israelischen Armee übernommen wurden.

## Vorgeschichte
Neben Palästina finden sich vor allem im Russischen Reich frühe Spuren von jüdischen Milizen, so in Weißrussland, wo sich am 11. September 1903 erstmals jüdische Milizen Angreifern entgegenstellen, als Reaktion auf die Pogrome vom 19. April 1903 in Kischinew, bei denen Dutzende Juden erschlagen und mehrere Hundert verletzt werden. Von Januar 1905 bis Ende Oktober 1905 kommt es im Rahmen der „ersten russischen Revolution“ und der Oktoberrevolution zu erneuten Ausschreitungen gegen Juden, auch dieses Mal stellen sich den Angreifern wieder Milizen in den Weg. Trotzdem beklagt die jüdische Gemeinde Tausende von Opfern.

## Osmanisches Reich
Unter der osmanischen Herrschaft gründet Israel Schochat (1886–1961), der 1904 nach Palästina einwandert, zwei der ersten jüdischen militärischen Organisationen. Er legt die Grundlagen für Bar-Giora und HaSchomer („Der Wächter“).

### Bar-Giora
In Jaffa, genauer im Zimmer von Jitzchak Ben-Zwi, versammeln sich am 28. September 1907 sieben junge Männer, allesamt Einwanderer der zweiten Alija. Am Tag darauf, dem Sukkotfest, wird die erste Geheimorganisation in Palästina gegründet. Sie erhält den Namen Bar-Giora, nach Schimon bar Giora, einem Anführer der jüdischen Aufstände gegen Rom. Ihr Ziel ist es jüdische Sicherheitskräfte für den Schutz der jüdischen Siedler auszubilden. Ihre Initiatoren sind: Yitzhak Ben-Zvi, der später Lehrer am Gymnasium in Jerusalem wird, sowie Israel Shochat, Israel Gil’adi, Alexander Seid, Jecheskel Nissenov und Zvi Becker. Die ausgewählte Parole lautet: „In Blut und Feuer ist Juda untergegangen, in Blut und Feuer wird Juda auferstehen“, ein Vers aus Ya’akov Cohens Gedicht Die Kanaanäer. Bereits im Oktober gründen Mitglieder der Bar-Giora in Zusammenarbeit mit Mitgliedern der Poalei Zion das „Kollektiv“ in Sedschera (Ilaniya). Dieses Kollektiv wird von der Jewish Colonization Association (J.C.A.) gegründet und ist die erste produzierende Arbeitergemeinschaft. „Bar-Giora“ übernimmt die Bewachung, oberster Wächter wird Zvi Becker, der im Januar 1908 den tscherkessischen Wächter der Farm ablöst. Dieser Moment gilt gemeinhin als ein Meilenstein in der Geschichte der jüdischen Selbstverteidigung in Palästina. Sedschera soll die Keimzelle des später gegründeten „Schomer“ werden. Ab dem 15. August 1908 übernimmt die Organisation auch die Bewachung in Kfar Tavor, dem Geburtsort von Jigal Allon.

### Der Schomer
Hauptartikel: HaSchomer
Im Frühjahr 1909, am 17. April, beschließen die Mitglieder der „Bar-Giora“, in Kfar Tavor ihre Reihen zu erweitern. Mit Genehmigung der türkischen Behörden beschließen sie eine Wachgesellschaft zu gründen. So entsteht der „Shomer“. Der Name bedeutet so viel wie „Wächter“. Erster Leiter der Organisation wird Israel Schochat. Bei der Gründung war die Organisation mit Messern, Revolvern und Gewehren nur unzulänglich bewaffnet, jedoch streng diszipliniert.
Am 25. Januar 1909 kommt es zu einem Zusammenstoß zwischen Juden und Arabern auf den Feldern von Merchawia, der ersten Siedlung in der Jesreelebene. Der Vorfall, nach dem zwölf Siedler in Akko inhaftiert werden, veranlasst eine Sitzung im türkischen Parlament, in der das Palästinaproblem stürmisch debattiert wird.
Im November 1911 übernimmt der Schomer die Bewachung in der Siedlung Rehovot. Im Oktober 1912 kommt die Bewachung von Rischon leTzion dazu. Am 5. Dezember 1912 führt der Schomer die erste jüdische Militäraktion nach 2000 Jahren durch. Ziel ist Chadera, wo es mit dem Beduinenstamm der Dema’eira immer wieder zu Auseinandersetzungen kam. Hadera wird erst am 15. März wieder geräumt. Am 23. Juli 1913 greifen die Bewohner des arabischen Dorfes Samuga die Siedlung Rehovot an, die im Oktober vom Schomer geräumt wird. Die Organisation zieht sich nach Tel Adesh zurück, der zweiten Siedlung in der Gegend.
Am 30. September 1914 tritt die Türkei als Verbündeter Deutschlands und Österreich-Ungarns in den Ersten Weltkrieg ein, damit wird Palästina als Teil des Osmanischen Reiches kriegführende Partei. Die Aufhebung der Kapitulationsregeln durch die Türkei am 8. September stellt Juden aus Staaten, die gegen die Osmanen im Krieg stehen, vor die Wahl, auszuwandern oder osmanische Staatsbürger zu werden. Die meisten entscheiden sich für die zweite Möglichkeit. Ab dem 10. November durchsuchen türkische Truppen jüdische Ortschaften nach Waffen und beschlagnahmen sie. Israel Schochat sowie David Ben-Gurion und Jitzchak Ben-Zwi aus der zionistischen Arbeiterpartei gründen eine Miliz, die an der Seite der Türken kämpfen soll.
Am 9. Februar 1915 verhaften die Türken David Ben-Gurion und Yitzhak Ben-Zvi unter dem Verdacht „zionistischer Umtriebe“. Die Anklage führt am 17. März zur Ausweisung nach Ägypten. Von dort aus gehen sie in die Vereinigten Staaten.
Nach dem Ende des Ersten Weltkrieges wird die Schomer-Organisation als zu klein angesehen. Am 18. Mai 1920 beschließt der Rat des Schomer auf einer Versammlung in Tel Adaschim in der Jesreelebene die Auflösung der Organisation.

### Der Erste Weltkrieg
Der Zeitpunkt, ab dem man von wirklichen jüdischen Streitkräften in der Neuzeit sprechen kann, ist in der Zeit des Ersten Weltkrieges anzusiedeln.
Der Erste Weltkrieg ist die Geburtsstunde der jüdischen Truppenteile in Großbritannien und den USA, wo aus jüdischen Freiwilligen vier Brigaden gebildet werden. Gleichzeitig entstehen erste Untergrundbewegungen. Tausende von Juden dienen in den Armeen der Türkei, des Deutschen Reiches, in Österreich und in fast allen Armeen der beteiligten übrigen Staaten.

### Jüdische Brigaden
Hauptartikel: Jüdische Legion
Im Dezember 1914 sprachen sich Zeev Jabotinsky und Joseph Trumpeldor für die Bildung einer jüdischen Einheit aus, um dem britischen Heer bei seinem Kampf zur Befreiung des Heiligen Landes von türkischer Herrschaft beizustehen. Bis Ende März 1915 begannen 500 freiwillige Juden aus Ägypten, die von der türkischen Regierung dorthin deportiert worden waren, mit der militärischen Ausbildung. Im folgenden April wurden 562 Männer unter Führung von John Henry Patterson in die Schlacht von Gallipoli entsandt, da Großbritannien zunächst aus politischen Gründen die Teilnahme von jüdischen Freiwilligen an der Front in Palästina nicht zuließ; doch im August 1917 wurde die Bildung eines jüdischen Regiments offiziell angekündigt. Das 38. und 39. Bataillon bestand fast vollständig aus Juden aus Großbritannien, Russland, den USA und Kanada.
Im Juni 1918 kam das 40. Bataillon, das aus Juden der osmanischen Provinz Palästina und weiteren Gebieten bestand, unter Führung des neuseeländischen Generalmajors Edward Chaytor im Jordantal und bei einem Gefecht etwa 30 km nördlich von Jerusalem zum Einsatz. Hierbei wurden über 20 Legionäre getötet, verwundet oder gefangen genommen. Der Rest erkrankte an Malaria, und 30 aus dieser Gruppe starben später. Die Aufgabe der Legion bestand in der Überquerung des Jordans, sie wurde hierbei von Jabotinsky angeführt. Später erhielt er dafür eine Auszeichnung, die er aber unmittelbar darauf wieder zurückgab.
Der 15. und 16. Februar 1918 sieht Massen von Freiwilligen, die sich in Tel-Aviv zum Dienst in der jüdischen Brigade der Briten melden. Es gibt jedoch nicht genügend freie Posten in der 38. Brigade. Am 18. Juni gestatten die Briten die Aufstellung einer zweiten jüdischen Brigade. Die 40. Brigade ist ins Leben gerufen. Das Mobilisierungskomitee wird von Major James de Rothschild geleitet, dem Sohn des Baron de Rothschild. Am 3. August brechen die Freiwilligen der 40. Brigade nach Ägypten auf, wo am 11. August die Ausbildung beginnt. Sie kommen jedoch nicht mehr zum Einsatz.

### Nili
Unter Aaron Aaronson und Avshalom Feinberg bildet sich am 1. April 1915 die Untergrundbewegung NILI. Der Name leitet sich von den Anfangsbuchstaben eines Verses aus dem 1. Buch Samuel: „Der lügt nicht der Israels Ruhm ist.“ Sie nimmt mit den Briten in Ägypten Kontakt auf. NILI soll sich in den nächsten Monaten und Jahren einen Namen als Spionagering machen.
Im September 1917 fliegt die Organisation auf, weil eine Brieftaube sich in Cäsarea im Hof der Polizei niederläst und sich einfangen lässt. Die Türken nehmen Ne’eman Belkind, einen jüdischen Soldaten der türkischen Armee und gleichzeitig Mitglied der „Nili“ gefangen und bringen ihn dazu, Einzelheiten über den Spionagering preiszugeben. Am 1. Oktober beginnt die Jagd. Die Türkische Armee umstellt Sichron Ya’akov und verhaftet Dutzende Mitglieder der Organisation. Sarah Aaronsohn wird gefoltert, verrät aber nichts; sie nimmt sich wenige Tage später das Leben. Joseph Lischansky entkommt und versucht, sich zu den Briten durchzuschlagen wird aber am 20. Oktober bei Navi Rubin gefasst. Am 16. Dezember werden Lischansky und Belkind in Damaskus hingerichtet. Zahlreiche weitere Mitglieder ereilt das gleiche Schicksal. Aaron Aaronson gelingt die Flucht von Palästina nach Ägypten, von wo aus er die Reste von Nili weiterführt. Er stirbt am 15. Mai 1919 bei einem Flugzeugabsturz, im Alter von 43 Jahren.

### Ende des Osmanischen Reiches – Unruhen im Jahr 1920
Am 19. April 1916 beginnt die türkische Verwaltung jüdische Abiturienten zum Militärdienst im Heer heranzuziehen. Am 18. Mai werden alle achtzehnjährigen Juden, auch ohne Schulabschluss, zum Wehrdienst eingezogen. Das Interesse der Juden am Dienst in der türkischen Armee ist jedoch nur gering. Ab Juni kommt es zu Massendesertionen. Am 10. Juni werden zwei Juden am Jaffa-Tor in Jerusalem als Deserteure hingerichtet. Ab dem 27. August ziehen die Türken auch den Jahrgang der Siebzehnjährigen ein.
Am 1. Oktober 1918 ergibt sich die Garnison von Damaskus dem britischen General Allenby. Damit endet die 400 Jahre dauernde Herrschaft der Türken in Palästina. Die Briten übernehmen nun das Kommando. Am 31. Oktober ergibt sich die Türkei. Damit endet auch das Kapitel der jüdischen Verbände im Ersten Weltkrieg.
Im Jahr 1920 beginnen sich die Ereignisse zu überschlagen. Am 1. Januar wird Chamarah von Arabern angegriffen und von seinen Einwohnern aufgegeben. Zwei Tage später kommt es an der Grenze zu Galiläa zu dreitägigen Kämpfen zwischen der Französischen Armee und Arabern. Mehr als 100 Einwohner verlassen Metulla und gehen nach Sidon. Am 6. Februar kommt Aaron Sar bei einem Angriff arabischer Milizen auf Tel Chai ums Leben. Das Gebiet von Tel Chai war nach dem Ende der osmanischen Herrschaft in Palästina wiederholt Gegenstand zu Grenzbereinigungen zwischen den Briten und Franzosen gewesen. Im Jahre 1919 trat Großbritannien den nördlichen Teil Obergaliläas mit Tel Chai, Metullah, Chamarah und Kfar Giladi ans französische Mandatsgebiet Syrien und Libanon ab. Ein Jahr später rebellierten Araber in Palästina das erste Mal gegen Briten und Juden. Die genauen Umstände der Schlacht um Tel Chai sind unklar. Als Araber den Ort nach französischen Soldaten durchsuchten, schoss einer der jüdischen Siedler in die Luft und der Schuss rief Verstärkung aus dem nahegelegenen Kfar Giladi herbei. Aus ungeklärten Gründen begannen beide Seiten wild um sich zu schießen, am Ende wurden Trumpeldor, ein ihn versorgender Arzt und fünf weitere Juden getötet. Auch fünf Araber verloren ihr Leben.
Vom 4. bis 6. April fordern schwere Unruhen in Jerusalem mehrere Tote und mehr als 200 Verletzte. Die Briten verhaften daraufhin Jabotinsky und 19 seiner Kampfgefährten. Jabotinsky wird am 19. Februar zu 15 Jahren Zwangsarbeit verurteilt, seine Gefährten zu drei Jahren. Allerdings werden alle bereits am 7. Juli von Herbert Samuel, dem am 1. Juli 1920 neu eingesetzten zivilen Hochkommissar, begnadigt. Die Wochen von April bis Mitte Mai sind weiterhin von schweren Kämpfen in Galiläa und dem Jordantal geprägt.
Am 18. Mai beschließt der Rat des Schomer die Auflösung der Organisation.

## Britisches Mandat
Hauptartikel: Völkerbundsmandat für Palästina
Am 24. April 1920 fällt der Beschluss des obersten Rates der Alliierten, das Völkerbundsmandat für Palästina an Großbritannien zu überantworten. Die britische Regierung trägt Herbert Samuel das Amt des ersten zivilen Hochkommissars an. Am 30. Juni kommt Samuel in Palästina an und übernimmt am folgenden Tag die Regierungsverantwortung. Die Ausrufung erfolgt jedoch erst am 11. September 1921, nachdem der Völkerbund am 24. Juli das britische Mandat bestätigt hat und am 1. September eine Verfassung für das Mandatsgebiet in Kraft getreten ist.
Am 4. April 1921 wird durch die Zivilverwaltung eine erste Palästinensische Streitmacht gegründet. Sie besteht aus den noch in britischen Diensten stehenden Angehörigen der jüdischen Brigaden und einer Arabischen Legion. Am 6. Mai wird allerdings die jüdische Abteilung des Verbandes wieder aufgelöst, da sie ohne Befehl ihrer Kommandeure in die Kampfhandlungen des 1.–6. Mai 1921 eingegriffen hat. In dieser Zeit kommt es im gesamten britischen Mandatsgebiet zu blutigen Zusammenstößen zwischen Arabern und Juden. Nach den massiven Einsätzen der britischen Streitkräfte während der Unruhen vom 2. November 1921 zieht in Palästina eine Zeit von sieben Jahren Ruhe ein. Am 14. Februar werden die Sicherheitskräfte umstrukturiert. Die Polizei wird aufgelöst und durch die Grenztruppen, das neugeschaffene „Grenzkorps von Transjordanien“ ersetzt. In diesem Grenzkorps sind keine Juden mehr im Dienst.
Am 31. Juli 1931 erlässt der arabische Kongress einen Aufruf, die Verteilung von Waffen an jüdische Siedlungen zu unterlassen. Ein arabischer Generalstreik am 23. August verleiht dem Protest Nachdruck.
Der Arabische Aufstand von April 1936 bis 1939 kostet auf allen Seiten Hunderte von Toten und Tausende von Verletzten. Im Januar 1939 gründen die Briten die Notrim, eine Schutzpolizei aus jüdischen Bürgern.

### Die Hagana
Hauptartikel: Hagana
Da sich die Einwanderer zur Verteidigung der Siedlungen nicht länger auf die britischen Kolonialtruppen verlassen wollten und Ha-Shomer dazu nicht mehr ausreichte, wurde diese Organisation im Juni 1920 aufgelöst und unter dem Namen Hagana in zentralisierter Form neu gegründet.
Während der relativ ruhigen ersten neun Jahre war die Hagana dennoch eine eher lose Organisation örtlicher Verteidigungsgruppen in größeren Orten und wenigen Siedlungen. Die von Jisrael Galili geführte Organisation unterstand der zivilen Führung der neu gegründeten Gewerkschaft Histadrut.
Infolge der Unruhen des Jahres 1929, die zu 133 Toten auf jüdischer Seite führten, änderte sich die Rolle der Hagana dramatisch. Sie wurde zu einer wesentlich größeren Organisation und umfasste beinahe alle Jugendlichen und Erwachsenen in den ländlichen Siedlungen und hatte tausende Mitglieder in den Städten. Sie begann, ausländische Waffen zu besorgen und einfaches militärisches Gerät sowie Handgranaten herzustellen (siehe: Israel Military Industries). Gleichzeitig wandelte sie sich von einer untrainierten Miliz zu einer ernst zu nehmenden paramilitärischen Vereinigung.
1936 bestand die Hagana aus ca. 10.000 aktiven und ungefähr 40.000 einsatzbereiten Kämpfern. Während des Arabischen Aufstands der Jahre 1936–1939 wurden Mitglieder der Hagana als Teile der neu gegründeten Jewish Settlement Police, einer Abteilung der Palestine Police geduldet. Zunächst hatte diese Einheit einen rein defensiven, auf die Sicherung jüdischer Siedlungen zielenden Charakter. Erst gegen Ende des Aufstandes nahm diese Einheit eine mehr offensive Stellung ein. Die Erfahrung dieser Jahre erwies sich später im Palästinakrieg 1947–1949 für die jüdische Seite als nützlich. Zum Schutz der jüdischen Siedlungen werden unter Aufsicht der Hagana Turm-und-Palisaden-Siedlungen gegründet.
Aus Unzufriedenheit mit der insgesamt eher moderaten Haltung der Hagana spalteten sich 1937 die meisten Mitglieder der rechten Flügel ab und bildeten den Irgun (siehe unten). Die Untergrundorganisation Irgun und deren Abspaltung Lechi wurden durch ihre geheimen, meist terroristischen Missionen bekannt.
Um die Lage zu beruhigen, wurde die jüdische Einwanderung nach Palästina von den Briten im Weißbuch von 1939 eingeschränkt, worauf die Hagana die illegale Einwanderung und Demonstrationen gegen die Briten organisierte. Sie gründete außerdem Alija Bet, die Organisation für illegale Einwanderung, die über Basen in der Schweiz und der Türkei operierte.
Die MS PATRIA wurde 1940 in der Bucht von Haifa von der Hagana gesprengt, um die Überführung der jüdischen Passagiere nach Mauritius zu sabotieren, mit dem Ergebnis von über 250 Toten.
Im besetzten West-Deutschland unterhielt die Hagana nach 1945 zwei illegale Militärschulen, u. a. im „Hochland“-Lager bei Königsdorf (Bayern), wo wenige Monate zuvor noch die Hitlerjugend militärisch ausgebildet wurde, und in Wildbad (Mittelfranken).

### „Special Night Squads“
Hauptartikel: Special Night Squads
Im Juni 1938 gründet Orde Charles Wingate, ein britischer Offizier, der mit den Zionisten sympathisiert, eine weitere Untergrundorganisation. In dieser Organisation dienen Leute der Hagana und der britischen Armee gleichermaßen. Die Trupps sollen die arabischen Banden bekämpfen, die immer wieder Terrorakte verüben und die Ölleitung vom Irak nach Haifa beschädigen. Die Squads bestehen aus Männern der „Hagana Feldkompanien“, der Hilfspolizei und der Wachtruppen in den Siedlungen. Hinzu kommen britische Freiwillige, meist Angehörige der Streitkräfte. Die Squads erweisen sich als überaus schlagkräftig und werden von Wingate im Nahkampf, der Auswertung von Feindnachrichten, der Bedeutung des Überraschungsangriffs und anderer grundlegender Taktiken ausgebildet. Wingates rückhaltlose Sympathien für die zionistische Sache, verbunden mit seinem exzentrischen Auftreten, veranlassen seine Vorgesetzten 1939 dazu, ihn außer Landes zu versetzen. Die Squads lösen sich danach auf. Die meisten Angehörigen der Abteilungen gehen in der Hagana auf, andere schließen sich dem Untergrund oder den Terrororganisationen an.

### Etzel
Hauptartikel: Irgun Tzwai Le’umi
Die Irgun spaltete sich 1931 unter der Führung von Avraham Tehomi von der Hagana ab, bestand bis 1948 und führte ihren Kampf vor allem gegen die Mandatsmacht, im israelischen Unabhängigkeitskrieg zunehmend auch gegen die Araber aus (z. B. in Deir Jassin, wo 100–110 Menschen ermordet wurden). Ideologisch waren die Untergrundaktivitäten stark von Jabotinskys revisionistischer Betar-Jugend geprägt.
Tehomi kehrte 1936 gemeinsam mit anderen gemäßigten Kommandeuren zur Hagana zurück. Diese Spaltung führte zu einer weiteren Radikalisierung der Irgun, die vor allem in der Zeit zwischen 1937 und 1939 unter der militärischen Führung von Mosche Rosenberg (1937–1938) und Wladimir Jabotinsky (ab 1938) verstärkt durch Bombenanschläge auf Cafés, Marktplätze und britische Polizeistationen von sich reden machte.
1940 spaltete sich Lechi von Irgun ab.
Ab 1943 wurde die Irgun von Menachem Begin kommandiert und verübte unter seiner Führung am 22. Juli 1946 das Attentat auf das King David Hotel in Jerusalem, das vorwiegend Offiziere der britischen Mandatsmacht mit ihren Familien bis dahin bewohnt hatten. Im Jahr 1948 folgte die teilweise gewaltsame Auflösung und Unterordnung unter die israelische Armee (siehe dazu auch Altalena).
Der politische Flügel der Irgun sammelte sich in der von Menachem Begin gegründeten Cherut-Partei, die jedoch erst an Einfluss gewann, nachdem sie 1973 in einem Mitte-rechts-Bündnis den Kern des Likud-Blocks bildete.

### Bis 1948
Am 1. September 1939 bricht der Zweite Weltkrieg aus. Damit ändern sich auch in Palästina die Verhältnisse. David Ben Gurion formuliert dies in einer Ansprache am 12. September 1939 so: „Wir müssen den Engländern im Krieg helfen, so als gäbe es kein Weißbuch, und wir müssen uns gegen das Weißbuch wehren, als gäbe es keinen Krieg.“ Daraufhin beginnen die Institutionen des Jischuw und die Hagana, Freiwillige zu rekrutieren. 86.000 Männer und 50.000 Frauen melden sich spontan um den Jischuw zu schützen und für die Engländer in den Krieg zu ziehen. Noch am gleichen Tag werden die ersten Freiwilligen ins britische Heer eingezogen. Siehe hierzu Jüdische Brigade. Die Hagana arbeitete mit dem britischen Geheimdienst zusammen und entsandte ihre Mitglieder auf verschiedene Missionen, darunter die versuchte Sabotage der syrischen Ölraffinerien, bei dem 1941 23 Männer ihr Leben verloren. Ein weiteres Beispiel dieser Zusammenarbeit war der Absprung von etwa 30 jüdischen Fallschirmjägern hinter feindlichen Linien in Europa. Als Reaktion auf die einschränkenden Vorschriften des Weißbuchs, wonach für einen fünfjährigen Zeitraum die Einwanderung von maximal 75.000 Juden nach Palästina gestattet war, erfolgte während des Zweiten Weltkriegs eine verstärkte illegale Einwanderung; die Bestimmungen blieben jedoch bis 1947 für die britische Politik in Palästina maßgebend. Nach dem Ende des Krieges wurden in Lagern mit jüdischen Displaced Persons Zweigstellen der Hagana errichtet, und die Beriha wurde organisiert.
Im Frühling 1948 ging die Hagana mit dem Plan Dalet von defensiver zu offensiver Kriegführung über und besetzte im Palästinakrieg verschiedene Gebiete. In der Operation Nachschon wurde die Straße ins belagerte Jerusalem geöffnet, während durch andere Operationen Tiberias, Haifa, Safed, Jaffa und weitere Gebiete unter jüdische Kontrolle gelangten. Am 26. Mai, knapp zwei Wochen nach der Gründung des Staates Israel, beschloss die provisorische Regierung Israels, die Hagana in die reguläre Armee umzuwandeln, welche unter ihrer Abkürzung Zahal bekannt wurde.